# 全日本学生囲碁王座戦
全日本学生囲碁王座戦（ぜんにほんがくせいいごおうざせん）は、囲碁の学生日本一を決める大会。2002年より開催。
第5回からは、優勝者は王座戦優勝者と記念対局を行う。
出場者は、第1-7回は、北海道、東北、関東、北信越、中部、関西、中国四国、九州の8ブロックの代表13名と、学生本因坊戦、学生十傑戦、女子学生本因坊戦の優勝者の計16名。
第8回以降は、64名によるインターネット予選を勝抜いた16名によるトーナメント戦。
第17回以降は、各地区予選通過者と、学生本因坊、学生十傑戦優勝者、学生最強位、女子学生代表の計32名でネット対局を行い、16名を選出。本戦リアル対局のトーナメント戦を行う。
優勝者並びに優勝者の異性の最上位者は、世界学生囲碁王座戦に出場権を得る。
第20回までの優勝者の在籍大学はのべで、早稲田大学4回、立命館大学3回、専修大学3回、慶應義塾大学2回、中央大学2回、東京大学1回、東京理科大学1回、同志社大学1回、大阪大学1回、東洋大学1回

## 過去の優勝者と決勝戦、女子代表選手
左が優勝者。
- 1. 2002年 阿佐巧（早稲田大学） - 長尾健太郎（東京大学）、石井茜（日本大学）
- 2. 2003年 滝澤雄太（早稲田大学） - 大沢伸一郎（東北大学）、井澤秋乃（立命館大学）
- 3. 2004年 田中康収（東京大学） - 吉成知晃（慶應義塾大学）、高倉梢（中央大学）
- 4. 2005年 江村棋弘（同志社大学） - 武田淳（立命館大学）、横川幸子（立命館大学）
- 5. 2006年 村上深（中央大学） - 武田淳（立命館大学）、王景怡（法政大学）
- 6. 2007年 村上深（中央大学） - 糸山剛志（早稲田大学）、尹善渶（慶應義塾大学）
- 7. 2008年 高津昌昭（立命館大学） - 山田紘平（立命館大学）、関根礼子（大正大学）
- 8. 2009年 山本拓徳（慶應義塾大学） - 谷口洋平（早稲田大学）、関根礼子（大正大学）
- 9. 2010年 谷口洋平（早稲田大学） - 山本拓徳（慶應義塾大学）、関根礼子（大正大学）
- 10. 2011年 田中伸幸（立命館大学） - 加畑陽一（早稲田大学）、堀本範子（立命館大学）
- 11. 2012年 柳田朋哉（立命館大学） - 山崎慎一郎（早稲田大学）、呉理沙（立命館大学）
- 12. 2013年 闇雲翼（大阪大学） - 岡田量(早稲田大学)、呉理沙（立命館大学）
- 13. 2014年 丹羽隼也（慶應義塾大学） - 劉順宇（山梨学院大学）、塚田花梨（立命館大学）
- 14. 2015年 大関稔（専修大学） - 横塚元輝（東海大学）、木本 有香（放送大学）
- 15. 2016年 大関稔（専修大学） - 平野翔大（立命館大学）、藤原彰子（早稲田大学）
- 16. 2017年 豊田裕仁（東洋大学） - 坂倉健太（慶應義塾大学）、藤原彰子（早稲田大学）
- 17. 2018年 大関稔（専修大学） - 栗田佳樹（東京理科大学）、竹野麻菜美（立命館大学）
- 18. 2019年 石田太郎（早稲田大学） - 松原仁（東京電機大学）
- 19. 2020年 新型コロナウイルス感染症の流行により中止
- 20. 2021年 栗田佳樹（東京理科大学） - 水精次元（立命館大学）
- 21. 2022年 川口飛翔（東京大学） - 笠原悠暉（大阪市立大学）
- 22. 2023年 川口飛翔（東京大学） - 北芝礼（名古屋大）
- 22. 2024 林隆羽（中大） – 北芝礼[1]